# Las Planas
Las Planas (en catalán y oficialmente desde 1981 Les Planes d'Hostoles) es un municipio, situado en la comarca de la Garrocha, provincia de Gerona, Cataluña, España.
Situado en los valles de Cogolls y de Hostoles, está rodeado por los riscos del Far (1150 m), de la Salut (1020 m), la sierra de les Medes (884 m) donde se encuentra el volcán Puig Rodó y regado por el río Brugent. Forma parte del parque natural de la Zona Volcánica de La Garrocha.

## Entidades de población
- Las Planas
- Les Encies
- Cogolls
- Paulí
- La Costa
- Dusol
- Can Vilarot

## Demografía
Las Planas cuenta con una población de 1746 habitantes (INE 2024).
| Gráfica de evolución demográfica de Las Planas entre 1877 y 2021 |
| |
| Población de derecho según los censos de población del INE Población de hecho según los censos de población del INEEn 1877 aparece este municipio porque se segrega del municipio San Feliú de Pallarol |

## Historia
Perteneció al castillo de Hostoles, propiedad del condado de Besalú y documentado desde el año 1021. En el siglo XIV el Castillo era de la familia Cartellà siendo Guillem Galceran de Cartellà y Blanca Creixell sus castellanos.
Siglos más tarde, el castillo tendría un gran papel en la guerra de los Remensas, en el año 1462, revuelta de los campesinos capitaneados por Francesc de Verntallat que los dirigió desde dicho castillo. En 1474 el rey Juan II, le concedió el término y la fortaleza a Verntallat con el nombre de vizconde de Hostoles.

## Lugares de interés
- Iglesia de Santa María de les Encies. Románico. Año 1155.
- Iglesia de San Cristóbal de Cogolls. Románico. Año 986.
- Iglesia de San Pedro. Documentada del año 1207.
- Ermita de San Pelegrín. Año 1862.
- Restos del Castillo de Hostoles.
- Restos del Castillo de Puig-alder.
- Gorgues del Espai Protegit del Brugent.